# Бутырки (Ульяновская область)
Бутырки — деревня в Вешкаймском районе Ульяновской области России. Входит в состав Стемасского сельского поселения.

## География
Деревня находится в северо-западной части Ульяновской области, в лесостепной зоне, в пределах Приволжской возвышенности, на расстоянии примерно 29 километров (по прямой) к юго-востоку от Вешкаймы, административного центра района. Абсолютная высота — 201 метр над уровнем моря.
Климат
Климат характеризуется как умеренно континентальный, с тёплым летом и умеренно холодной зимой. Средняя температура воздуха самого тёплого месяца (июля) — 20,4 °C (абсолютный максимум — 38 °C); самого холодного (января) — −14 °C (абсолютный минимум — −48 °C). Среднегодовое количество атмосферных осадков составляет 395—521 мм. Снежный покров образуется в конце ноября и держится в течение 128 дней.
Часовой пояс
Деревня Бутырки, как и вся Ульяновская область, находится в часовой зоне МСК+1. Смещение применяемого времени относительно UTC составляет +4:00.

## Название
Исходное значение слова — "изба на отшибе; селитьба, отдаленная от основного селения".

## История
В XVIII веке деревня принадлежало русскому дворянину Мятлеву Пётру Васильевичу, затем его сыну Мятлеву Ивану Петровичу, которые бывали здесь каждое лето

## Население
| 2010 |
| ---- |
| 52   |

Национальный состав
Согласно результатам переписи 2002 года, в национальной структуре населения русские составляли 97 % из 92 чел.